# Begonia bequaertii
Espèce
Begonia bequaertii est une espèce de plantes de la famille des Begoniaceae.
L'espèce fait partie de la section Rostrobegonia.
Elle a été décrite en 1947 par Frans Hubert Edouard Arthur Walter Robyns (1901-1986) et André Gilles Célestin Lawalrée (1921-2005).

## Répartition géographique
Cette espèce est originaire du Zaïre.